# Caychax
Caychax is een plaats en voormalige gemeente in het Franse departement Ariège in de regio Occitanie en telt 11 inwoners (2009). De plaats maakt deel uit van het arrondissement Foix.

## Geschiedenis
Caychax is op 1 januari 2025 gefuseerd met de gemeente Senconac tot de gemeente Caychax-et-Senconac.

## Geografie
De oppervlakte van Caychax bedraagt 6,3 km², de bevolkingsdichtheid is dus 1,7 inwoners per km².

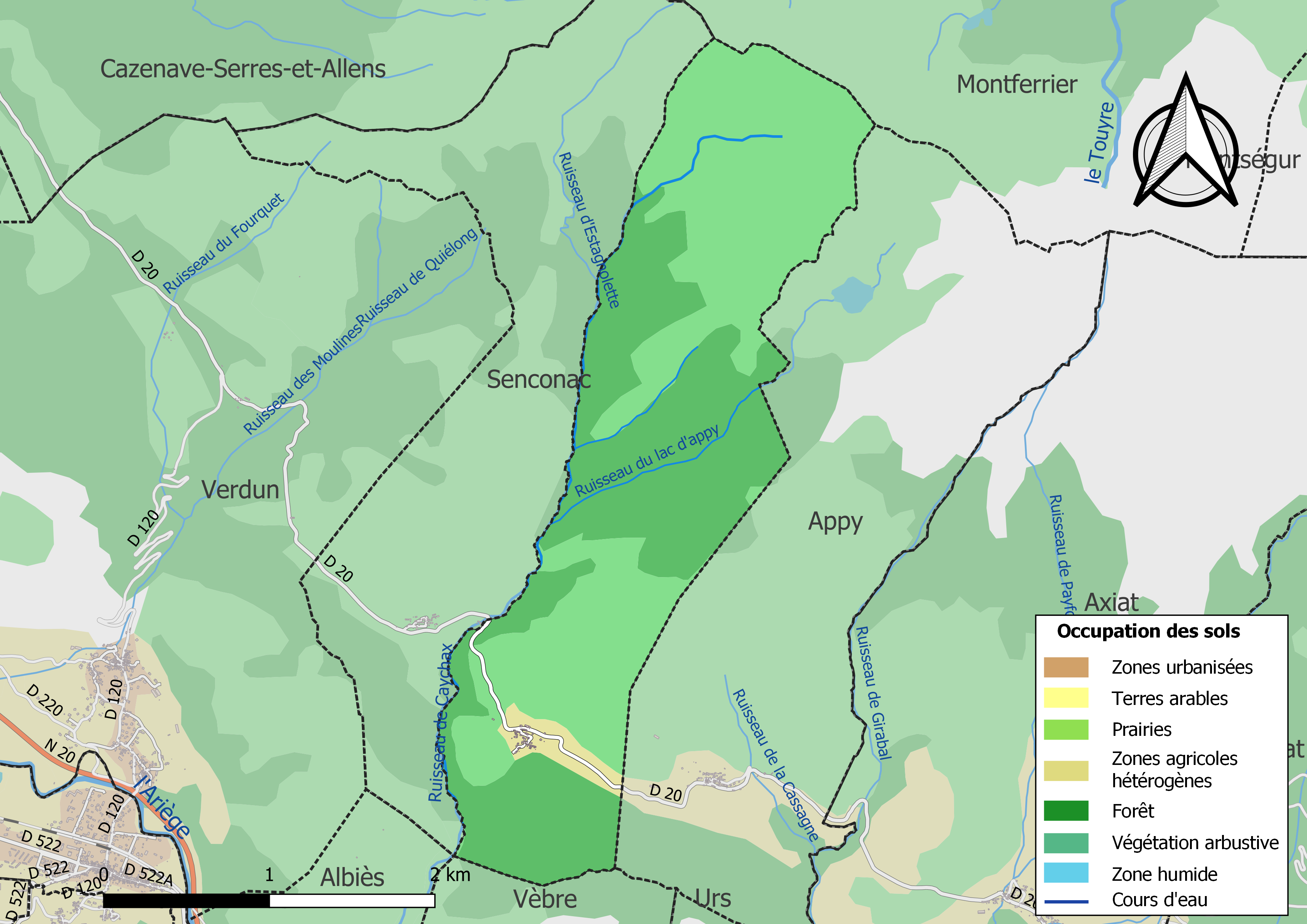
Kaart van de gemeente met de belangrijkste infrastructuur, bodemgebruik en omliggende gemeenten

## Demografie
Onderstaande figuur toont het verloop van het inwonertal.
Vanwege een beveiligingsprobleem met de MediaWiki Graph-software is het momenteel niet mogelijk deze grafiek weer te geven. Zodra de software is bijgewerkt zal de grafiek vanzelf weer zichtbaar worden.